# Дегтярёв, Владимир Павлович
Владимир Павлович Дегтярёв (13 октября 1930, с. Марьинка Кирсановский район, Тамбовская область — 24 ноября 2024) — советский и российский учёный в области физиологии, биохимии и кормления с.-х. животных, академик РАСХН (1990), академик РАН (2013). Заслуженный деятель науки Российской Федерации, почетный работник высшего профессионального образования Российской Федерации.

## Биография
Окончил Саратовский зооветеринарный институт (1957).
Трудовая и научная деятельность:
- 1957—1959 — преподаватель Чакинского сельхозтехникума
- 1959—1962 — аспирант ТСХА
- 1962—1963 — младший научный сотрудник ВНИИ животноводства
- 1963—1964 — старший научный сотрудник Уральского НИИ сельского хозяйства
- 1964—1969 — заместитель директора Целинного НИИ животноводства по науке
- 1969—1974 — проректор Павловского педагогического института по научной работе
- 1974—1981 — заведующий кафедрой в Калининском СХИ
- 1981—1985 — заведующий лабораторией Всесоюзного н.-и. и проектно-технологического института химизации сельского хозяйства
- 1985—1998 — заведующий лабораторией НПО «Подмосковье»
- 1998 — н. в. — главный научный сотрудник лаборатории производства молока Московского НИИ сельского хозяйства «Немчиновка».

Доктор биологических наук (1974), профессор (1975), академик РАСХН (1990), академик РАН (2013).
Специалист в области физиологии, биохимии и кормления с.-х. животных. Разработчик новых рецептов премиксов, кормовых добавок и нового состава заменителей молока телятам. Автор книг, статей и изобретений.
Сочинения:
- Рекомендации по технологии приготовления и применения в рационах крупного рогатого скота зелёной массы овса, выращенной на субстрате «Биофос» / соавт.: С. Н. Белоусов и др. — Тверь: АГРОСФЕРА, 2007. — 32 с.
- Выращивание высокопродуктивных коров в интенсивном молочном скотоводстве: учеб. пособие / соавт.: Кутровский В. Н. и др. — М.: Изд-во РГАУ-МСХА им. К. А. Тимирязева, 2009. — 243 с.
- Новое в кормлении животных: справ. пособие / соавт.: В. И. Фисинин и др.; Всерос. НИИ животноводства и др. — М.: Изд-во РГАУ-МСХА им. К. А. Тимирязева, 2012. — 612 с.